# シーザーズ・パレス
シーザーズ・パレス（Caesars Palace）は、アメリカ合衆国ネバダ州ラスベガスにあるカジノホテルである。
ホテル名のシーザーとは古代ローマ帝国の高名な軍人で政治家「カエサル」の英語読みであり、ホテルも全体にローマ帝国調である。建物の名前もオーガスタス（アウグストゥス）、センチュリオン（ケントゥリオ・百人隊長）などローマ帝国に因んだものがつけられている。
1966年開業。ラスベガスを代表する名門ホテルであり、現在はフラミンゴ・ラスベガス、バリーズ、パリスなどと同様にシーザーズ・エンターテインメントによって運営されている。

## ピュア
ピュアはラスベガスで人気のナイトクラブで、ピュア・マネージメント・グループが運営。会場の面積は40,000平方フィート (3,700 m2)。2005年からプッシーキャット・ドールズ・ラウンジの公演が行っている。

## コロシアム
コロシアムは4296席収容の劇場。2003年にセリーヌ・ディオンのA New Dayを皮切りにエルトン・ジョンのThe Red Piano、ベット・ミドラー、シェール、ロッド・スチュワート、シャナイア・トゥエインが定期ショーを行った。
定期ショー以外にもマライア・キャリー、スティーヴィー・ニックス、グロリア・エステファン、2007年以降メキシコ独立記念日前後はルイス・ミゲルがライブを行った。
スポーツではボクシングの世界タイトルマッチが何度か開催されていて、ロベルト・デュランやシュガー・レイ・レナード、ラリー・ホームズ、モハメド・アリなど多くのボクサーが定期的に登場していた。

## レーストラック
1981年から1984年まで当ホテルの駐車場にレーストラックが特設され、シーザーズ・パレスグランプリが開催されていた。1981年から1982年はF1世界選手権の一戦として、1983年にコースレイアウトを変更しインディカー・ワールド・シリーズ(CART)の一戦として1984年まで開催された。